# ペーテル・トニンク

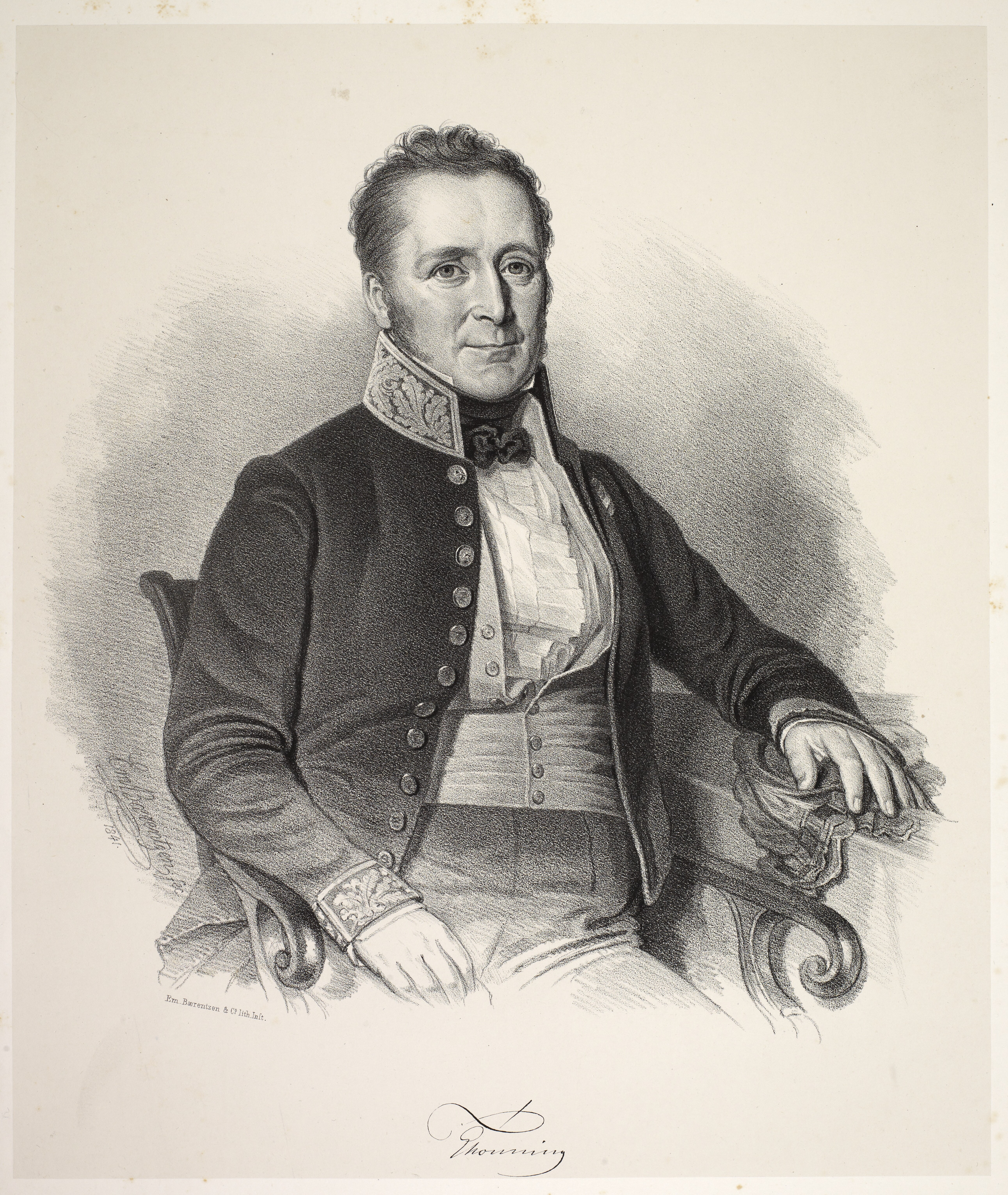
Peter Thonning

ペーテル・トニンク（Peter Thonning 、1775年10月9日 - 1848年1月29日）はデンマークの植物学者、役人である。

## 略歴
コペンハーゲンの医師の息子に生まれた。医学を学んだ後、1799年から1803年までデンマーク政府によって行われたデンマーク領ゴールドコースト（英語:Danish Gold Coast、現在のガーナの地域で、1850年にイギリスに売却され英領ゴールド・コーストの一部となった）の農業調査団に加わった。3年間、染料などの有用植物の栽培実験を行い、帰国後も植民地におけるコーヒーの栽培など栽培植物についての諮問を行ったがそれらの計画は費用の点で実現しなかった。トニンクはアフリカで集めた標本の研究を始めるが、ナポレオン戦争に伴う1807年のイギリスによるコペンハーゲン攻撃で標本は失われた。コペンハーゲン大学植物園の園長、マルチン・ファール（Martin Vahl）に送ってあった標本をファールの後継者、シューマッハ（Heinrich Christian Friedrich Schumacher）とともに研究記載した。デンマーク王率自然史博物館の理事などを務めた。
ツチトリモチ科の植物の属名、Thonningia　はトニンクに因んで命名された。